# Hildólf
Dans la mythologie nordique, Hildólf ou Hildólfr (« Loup du combat » en vieux norrois) est probablement l'un des noms d'Odin. C'est aussi le nom d'un des fils d'Odin selon une thula.
Hildólf est d'abord mentionnée dans le Hárbardsljód (8). Dans ce poème eddique, Odin, se présentant comme un passeur du nom de Hárbard, refuse de faire traverser une rivière à Thor. Lorsque ce dernier lui demande à qui appartient le bac, Odin / Hárbard lui répond que son propriétaire se nomme Hildólf, qu'il décrit comme un guerrier sagace (« ráðsvinn ») vivant à Rádseyjarsund. Il est généralement admis que Hildólf est synonyme d'Odin.    
Hildólf est aussi l'un des enfants d'Odin selon la thula des fils d'Odin figurant dans plusieurs éditions de l’Edda de Snorri. Aucune autre source ne confirme toutefois cette filiation.